# Großkemnat
Großkemnat ist ein Ortsteil der kreisfreien Stadt Kaufbeuren im bayerischen Allgäu. Das Dorf liegt westlich der Kernstadt von Kaufbeuren. Südlich des Ortes verläuft die Staatsstraße 2055, nordöstlich fließt der Eybach. Großkemnat hat weniger Einwohner als das nördlich gelegene Kleinkemnat.

## Baudenkmäler
In der Liste der Baudenkmäler in Kaufbeuren sind für Großkemnat drei Baudenkmäler aufgeführt:
- Burgruine Kemnat mit ehemaligem Amtshaus (Beim Römerturm 13)
- Wegkapelle (Bei den Hoffeldern 53)
- Bauernhaus (Beim Römerturm 21)

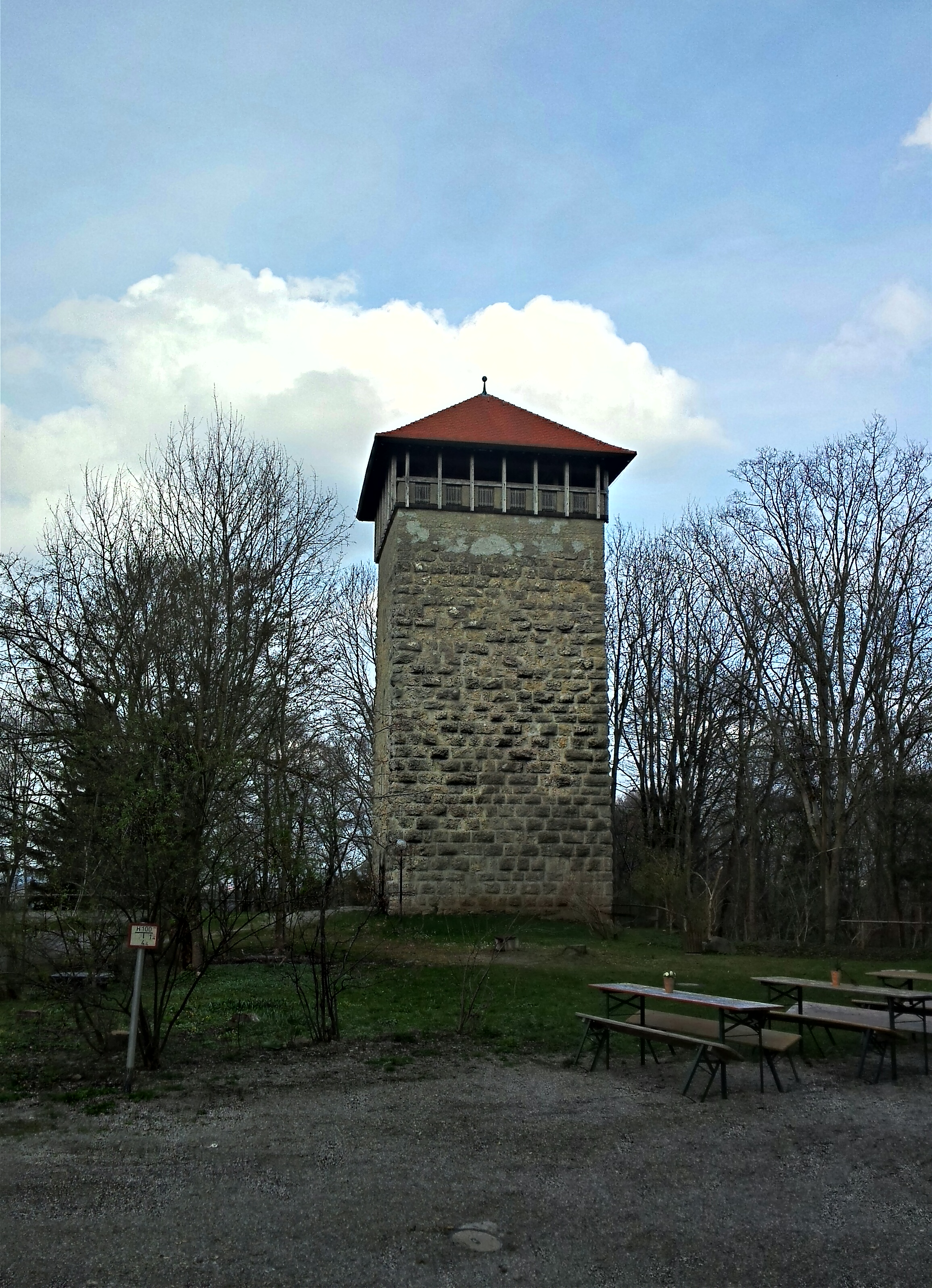
Burgruine Kemnat („Römerturm“)
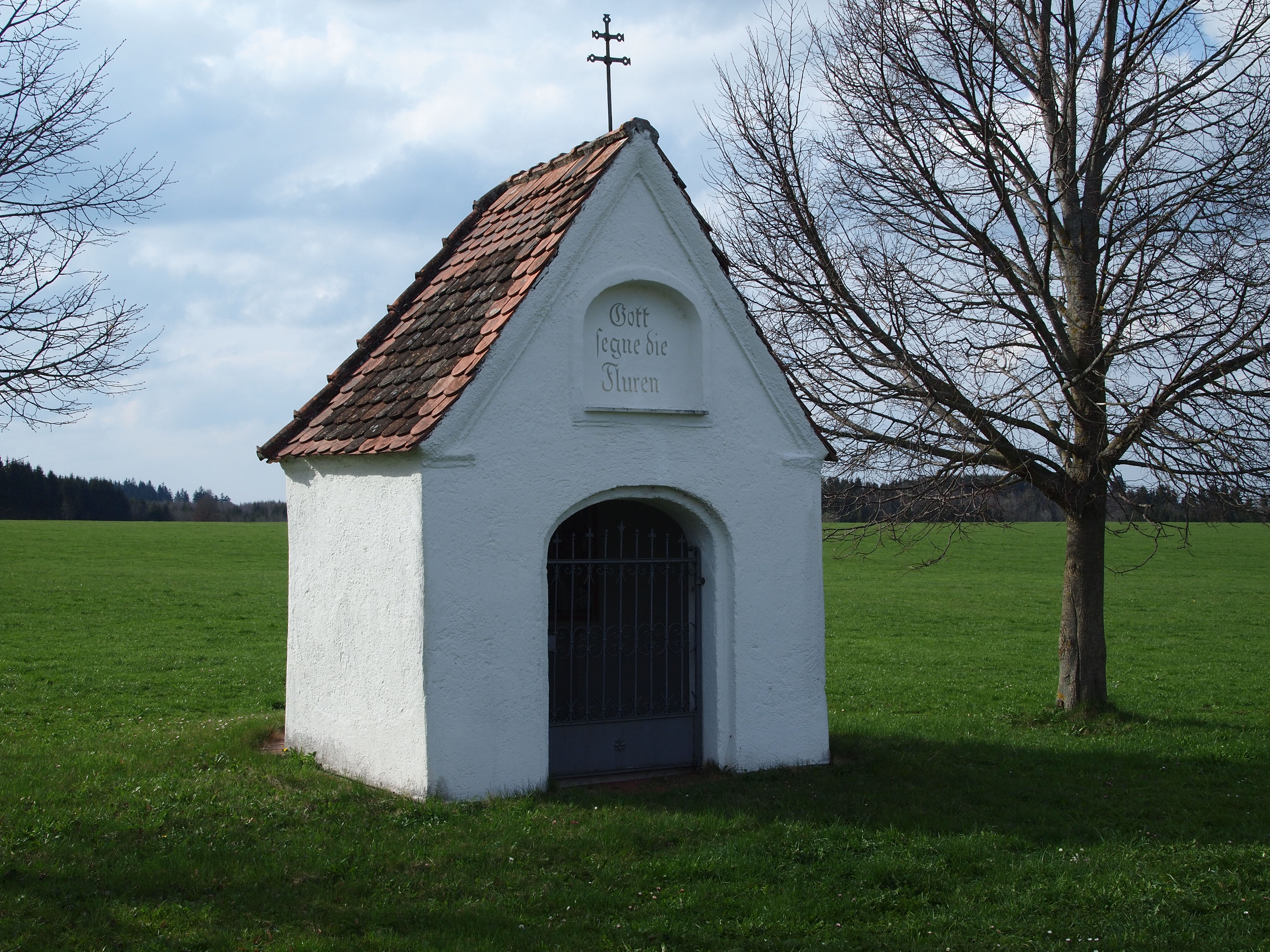
Wegkapelle
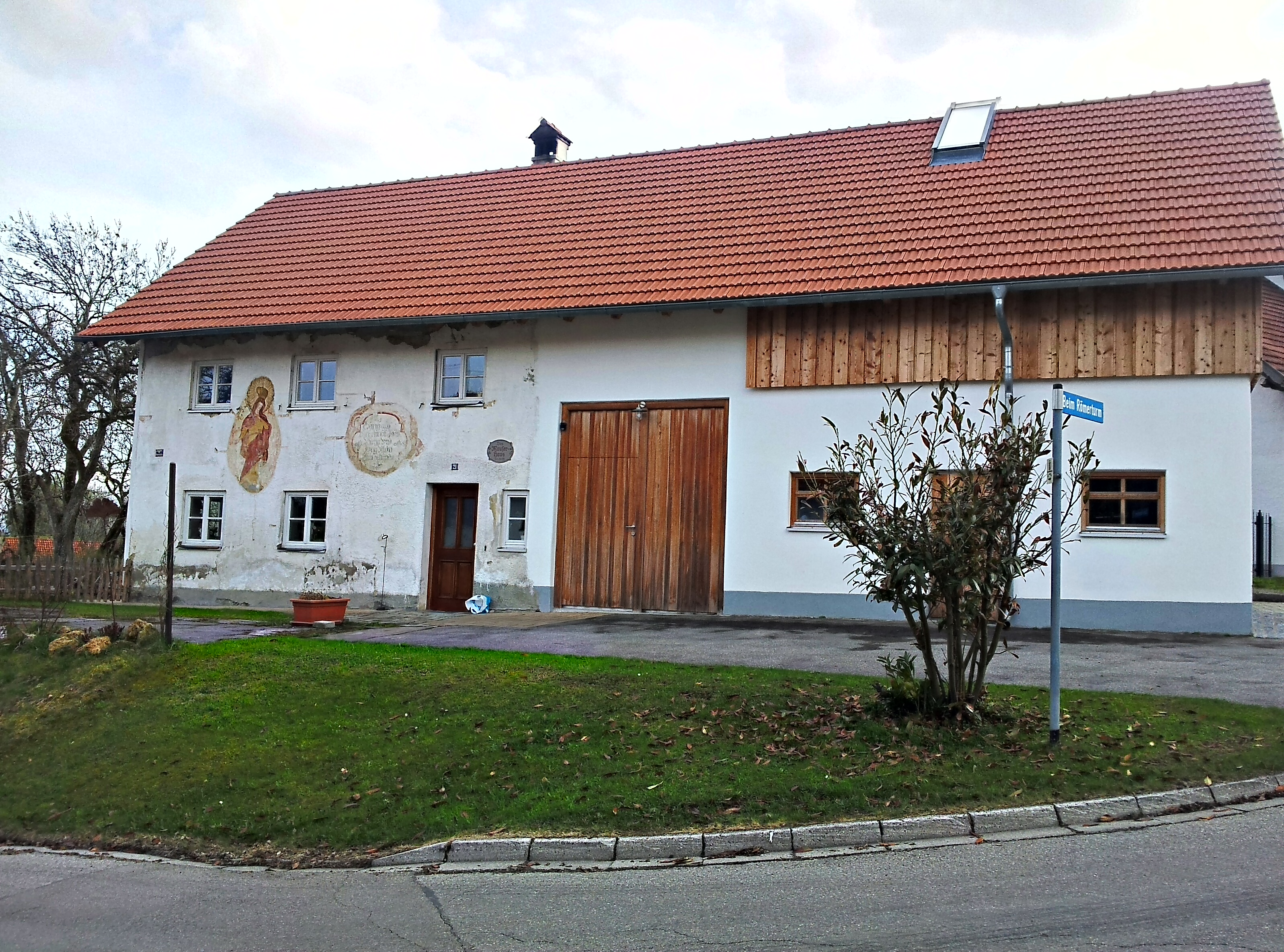
Bauernhaus